# Burgruine Rodenberg
Die Burgruine Rodenberg, auch als Rotenburg auf dem Alten Turm bekannt, ist die Ruine einer Höhenburg auf dem mit Laubwald, zumeist Buchen, bestandenen Berg Alter Turm (418,1 m ü. NN), etwa 2 km nordnordöstlich der Altstadt von Rotenburg an der Fulda im Landkreis Hersfeld-Rotenburg in Nordhessen. Der Name der Stadt ist vermutlich von der einstigen Burg abgeleitet.

## Geschichte
Die Burg wird 1170 erstmals urkundlich erwähnt, und in den Jahren 1170, 1182 und 1197 werden die ersten Rotenburger Burgmannen, die Ministerialenfamilie „von Rodenberc“, in Verbindung mit der Burg genannt. Man nimmt an, dass die Ludowinger, Landgrafen von Thüringen die Burg nach 1122 erbauen ließen, als die Vogtei über die Abtei Hersfeld von den hessischen Gisonen in ihren Besitz gekommen war.  Möglicherweise errichteten aber bereits die Gisonen die ersten befestigten Gebäude auf dem Berg, der von Matthias Merian d. Ä. Hausberg bzw. Haußberg genannt wird. Auch heute noch ist Hausberg die Flurbezeichnung.
Nach dem Tod des letzten Ludowingers, Heinrich Raspe IV., im Jahre 1247 und dem thüringisch-hessischen Erbfolgekrieg (1247–1264) fielen der hessische Besitz und die dortigen Vogteirechte der Ludowinger an Heinrich I., den ersten Landgrafen von Hessen.  Dies betraf auch die Vogteiburg Rodenberg, mit der die schrittweise Entfremdung hersfeldischen Gebiets an die Landgrafen von Thüringen und in deren Nachfolge die Landgrafen von Hessen begann.  Die Burg war in der Folge hessisches Lehen der Familien von Trott, von Baumbach, von Reichenbach, von Berlepsch, Vullekopf und von Hattenbach, die dort als Burgmannen oder auch Untervögte saßen.
Die Burg wurde im Sternerkrieg, den 1372 ausgebrochenen bewaffneten Auseinandersetzungen zwischen dem Ritterbund vom Sterne und dem Landgrafen Hermann II. von Hessen, zerstört. In einer Sühneurkunde von 1389 wurde festgelegt, dass die Burg nicht mehr befestigt werden sollte. Sie verfiel daraufhin, war aber wohl noch bis in das 16. Jahrhundert, als sie im Besitz der Herren Trott zu Schwarzenhasel war, zumindest teilweise bewohnbar.

## Heutiger Zustand
Die Burganlage war mit einer Ausdehnung von etwa 110 Meter mal 40 Meter sehr groß.  Heute sind nur noch Teile der bis zu 6 m hohen Wälle, Reste der Burggräben und der Rest einer Ringmauer erhalten. Von dem nordöstlichen größeren Turm ist nur noch wenig geblieben. Besser erhalten sind die Grundmauern des polygonalen Bergfrieds in der Mitte der Anlage.

## Zugang
Die Burgruine liegt nördlich oberhalb des Rotenburger Herz-Kreislauf-Zentrums (HKZ).  Sie ist frei zugänglich. Rechts neben dem letzten öffentlichen Parkplatz des HKZ geht der Weg gut ausgeschildert nach Nordwesten bergauf. Nach dem Aufstieg, vorbei an dem Weißen Kreuz des Vertriebenen-Mahnmals, zweigt ein wenig benutzter Weg nach rechts ab. Dieser teilt sich dann, wobei der rechte Zweig sehr steil direkt zur Ruine führt, während der linke als befahrbarer Weg zum westlichen Haupteingang der ehemaligen Burg geht.

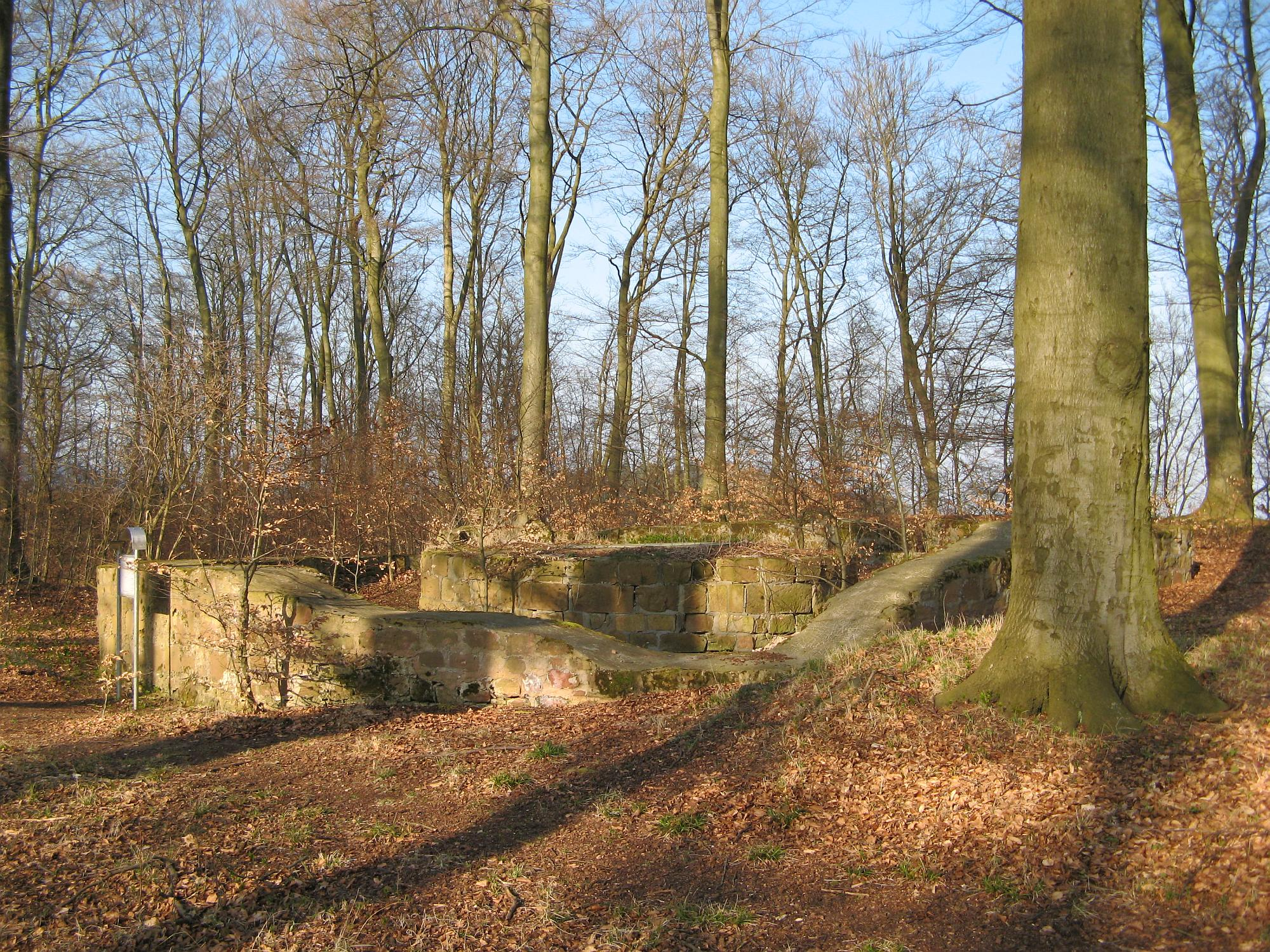
Reste der Burg Rodenberg
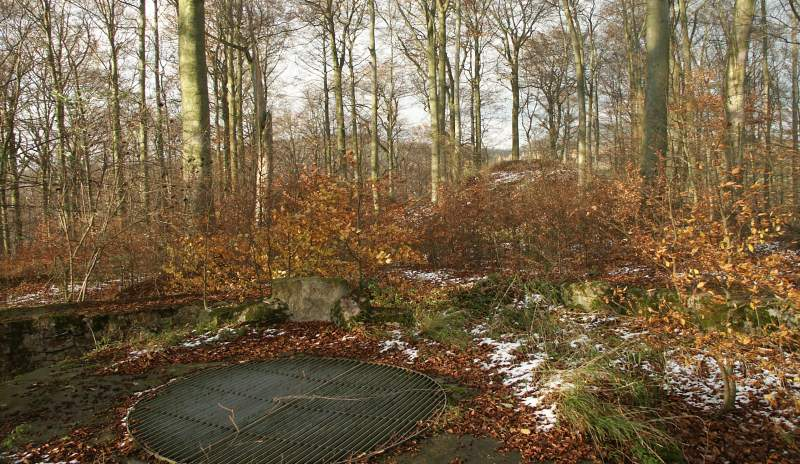
Reste des Bergfrieds
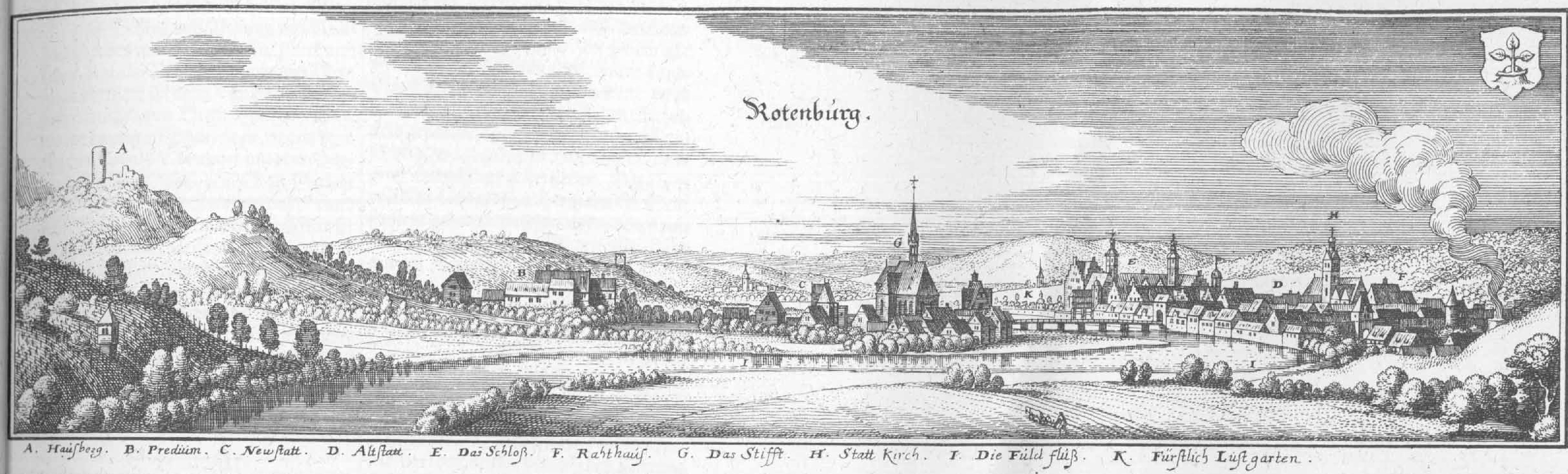
Rotenburg auf einem Stich von Matthäus Merian; ganz links der Bergfried der Burg Rodenberg